# Leon Kozłowski

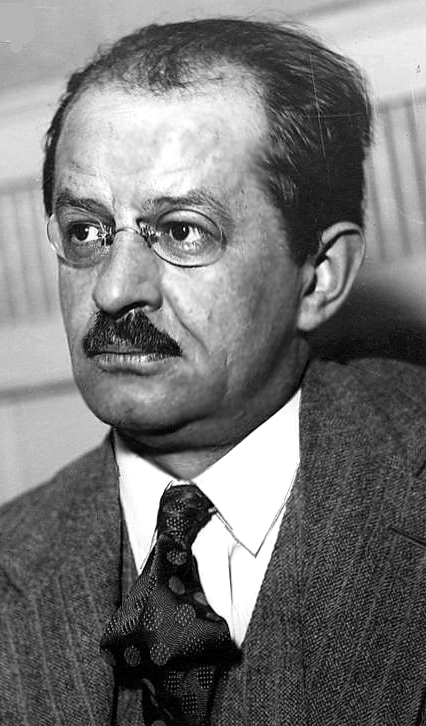
Leon Kozłowski (1932)

Leon Tadeusz Kozłowski (* 6. Juni 1892 in Rembieszyce (Małogoszcz), Russisches Kaiserreich; † 11. Mai 1944 in Berlin) war ein polnischer Prähistoriker, Politiker und Ministerpräsident.

## Leben

### Studium und berufliche Laufbahn

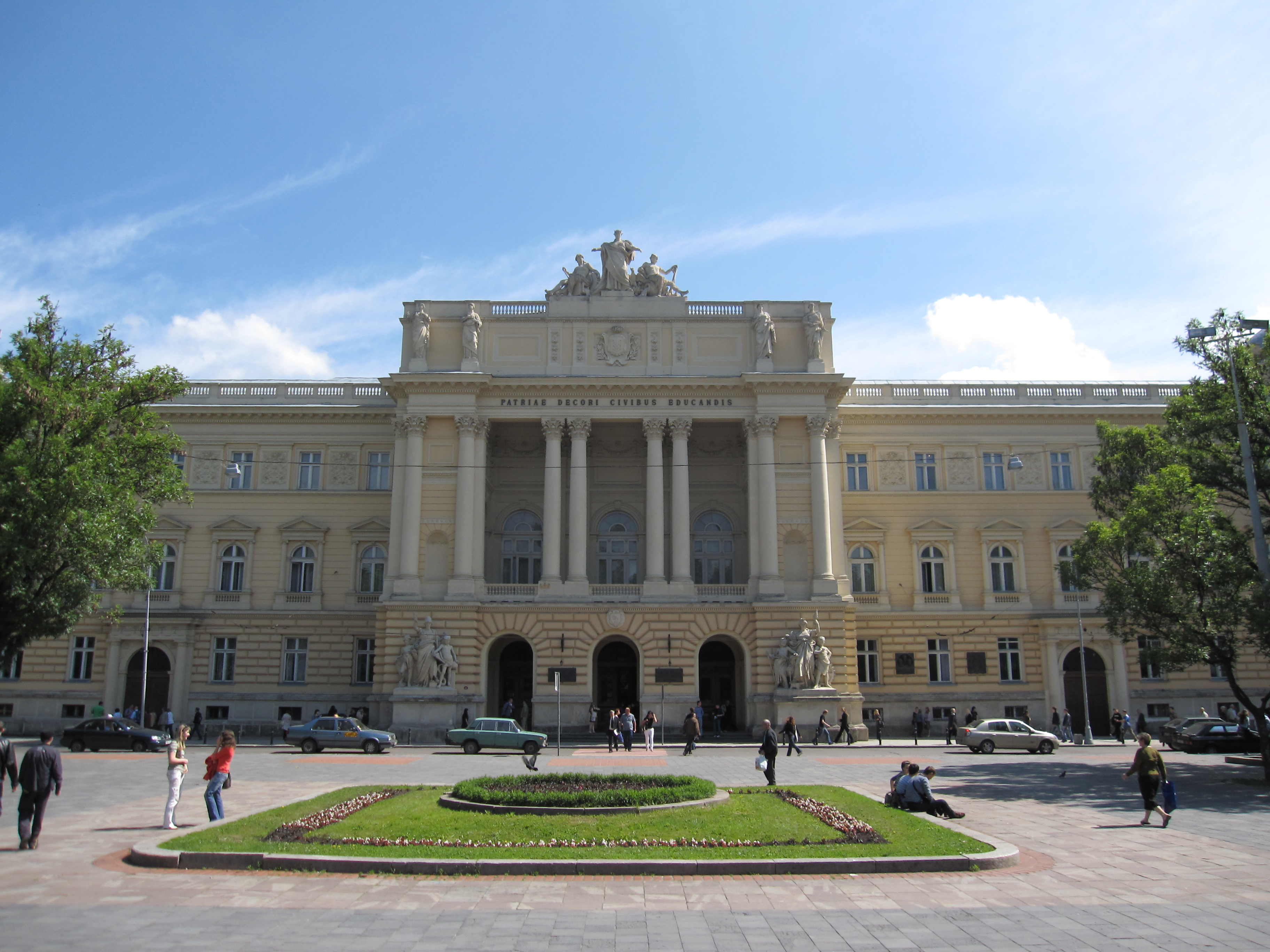
Hauptgebäude der Lemberger Universität

Nach dem Umzug seiner Familie nach Galizien beginnt er 1914 ein Studium der Archäologie an der Universität Lemberg. Bereits während seines Studiums wurde er Mitglied des Schützenverbandes „Strzelec“ (Związek Strzelecki „Strzelec“) sowie der Vereinigung der progressiven Jugend.
Nach dem Ersten Weltkrieg und dem Polnisch-Sowjetischen Krieg beendete er zunächst sein Studium an der Universität Lemberg, ehe er dort 1921 Professor für Archäologie und damit erster Ordinarius dieses Studienfachs wurde. Zugleich war er von 1921 bis 1931 sowie erneut zwischen 1935 und 1939 Vorsteher der Fakultät für Ur- und Frühgeschichte. Als Historiker und Archäologe machte er sich als Vertreter eines Neoautochthonismus zur Lausitzer Kultur und der Herkunft der Slawen einen Namen.

### Erster Weltkrieg und die ersten Jahre nach der Unabhängigkeit
Nach Beginn des Ersten Weltkrieges trat er der unter dem Kommando von Józef Piłsudski stehenden 1. Brigade der Polnischen Legionen (Legiony Polskie) bei und diente dort im 1. Ulanenregiment. Nach der Eidkrise vom Juli 1917, in der Teile der Polnischen Legionen den Eid auf die Truppen der Mittelmächte ablehnten, trat er der Polnischen Militärischen Organisation (POW, polnisch Polska Organizacja Wojskowa) bei, um im Anschluss daran die zukünftigen Kader der Polnischen Streitkräfte (Wojsko Polskie) zu organisieren.
Nach der Unabhängigkeit der Republik trat er am 22. November 1918 als Freiwilliger in die Polnische Armee ein, wo er mit Auszeichnungen Kämpfer während des Polnisch-Sowjetischen Krieges von 1920 bis 1921 war. Außerdem war er aktives Mitglied verschiedener sozialer und politischer Organisationen wie der Gesellschaft für die Wiederherstellung der Republik. Als solches war er 1928 an der Gründung des Parteilosen Blocks der Regierungsunterstützer (Bezpartyjny Blok Współpracy z Rządem) beteiligt.
Seine eigentliche politische Laufbahn begann ebenfalls 1928 mit der Wahl zum Abgeordneten des Parlaments (Sejm), wo er bis 1935 die Interessen des BBWR vertrat.

### Minister und Ministerpräsident
Im März 1930 wurde er vom Gründer des BBWR und damaligen Ministerpräsidenten, Walery Sławek, zum Minister für landwirtschaftliche Reformen berufen. Dieses Amt übte er bis 1932 aus. Anschließend war er 1932 bis 1933 im Kabinett vom Aleksander Prystor Unterstaatssekretär im Finanzministerium.
Am 15. Mai 1934 wurde er dann als Nachfolger von Janusz Jędrzejewicz schließlich selbst Ministerpräsident. Zeitweise übernahm er vom 15. bis zum 28. Juni 1934 auch das Amt des Innenministers. Seine Regierungszeit war insbesondere geprägt durch ein hohes Haushaltsdefizit sowie die Wiederbewaffnung Deutschlands. Das Amt des Ministerpräsidenten übte er bis zu seiner Ablösung durch Sławek am 28. März 1935 aus. Aufgrund des Beharrens von Marschall Piłsudski übernahmen alle Minister seines Kabinetts auch Ämter in der neuen Regierung.
1935 wurde er dann zum Senator gewählt. Auch nach dem Tode Piłsudskis am 12. Mai 1935 blieb er politisch aktiv und als Vertreter der Linke innerhalb der Sanacja insbesondere ein Unterstützer von Sławek. Als dieser jedoch im Rennen um die Nachfolge des Marschalls erfolglos war, kehrte Kozłowski als Professor an die Universität Lemberg zurück. 1937 war er zwar an der Bildung des Lagers der Nationalen Einheit (Obóz Zjednoczenia Narodowego) beteiligt, blieb jedoch politisch ohne Einfluss.

### Zweiter Weltkrieg
Auch nach dem Ausbruch des Zweiten Weltkrieges am 1. September 1939 blieb er in Lemberg, wo er jedoch bald vom sowjetischen Geheimdienst NKWD verhaftet wurde. Fast zwei Jahre verbrachte er in sowjetischen Gefängnissen. Das Angebot, freigelassen zu werden, um für den NKWD Berichte über polnische Politiker und Armeeführer zu schreiben, lehnte er ab. Er wurde daraufhin gefoltert, ein Auge wurde ihm ausgeschlagen. Wenig später wurde er wegen „antisowjetischer Umtriebe“ zum Tode verurteilt, doch wurde die Strafe in zehn Jahre Zwangsarbeit umgewandelt.
Allerdings wurde er aufgrund des Sikorski-Majski-Abkommens zwischen der polnischen Exilregierung in London und der Sowjetunion zur gemeinsamen Bekämpfung des „Dritten Reichs“ vom 30. Juli 1941 freigelassen. Er meldete sich bei der Anders-Armee, den polnischen Verbänden, die Generalleutnant Władysław Anders in der südrussischen Stadt Busuluk aufgestellte, wurde aber wegen seines schlechten Gesundheitszustandes nicht als Soldat aufgenommen. Er beschloss daraufhin, sich zu seiner Familie durchzuschlagen, die er in der Nähe Krakaus vermutete. Ohne Genehmigung entfernte er sich von den polnischen Verbänden, begleitet von einem ortskundigen polnischen Offizier wurde er in das Generalgouvernement eingeschleust, wo er sich bei den deutschen Besatzungsbehörden meldete. Da er wenig später auf einer Pressekonferenz in Berlin über seine NKWD-Haft berichtete, wurde in der polnischen Exilpresse vermutet, dass er nach dem Muster der Norwegers Vidkun Quisling
ausgewählt worden sei, an der Spitze einer polnischen Marionettenregierung zu stehen; er habe die Polen als Verbündete für den Kampf gegen die Sowjetunion gewinnen sollen. Allerdings gibt es für diese Version keinerlei Belege. Dennoch verurteilte ein Feldgericht der in der Sowjetunion aufgestellten polnischen Streitkräfte ihn zum Tode. Deren Befehlshaber, General Władysław Anders, verteidigte in seinen „Erinnerungen“ das Urteil.
Im Mai 1943 wurde Kozłowski von den deutschen Behörden als Experte zum Ort des Massakers von Katyn gebracht. Vor der Abreise äußerte er nach dem Bericht von Zeitzeugen Zweifel an der Darstellung des Reichspropagandaministerium unter Joseph Goebbels, dass es sich um ein Verbrechen der sowjetischen Geheimpolizei NKWD handelte. Doch nach der Besichtigung der Massengräber und Gesprächen mit Mitgliedern der vom Gerichtsmediziner Marian Wodziński geleiteten Expertenkommission des Polnischen Roten Kreuzes änderte er seine Meinung: Er war nun von der sowjetischen Täterschaft überzeugt. Die unter deutscher Kontrolle herausgebrachte Tageszeitung „Goniec Krakowski“ zitierte ihn mit den Worten, er habe unter den Opfern in den Massengräbern Bekannte erkannt, darunter Professoren aus Lemberg sowie Ministerialbeamte aus Warschau.
Noch in Katyn berichtete Kozłowski dem ebenfalls unter deutscher Kontrolle stehenden Radio Paris auf Französisch von seinen Eindrücken. Zur selben Zeit kam eine Delegation internationaler Schriftsteller nach Katyn. Der Belgier Pierre Hubermont hinterließ ausführliche Aufzeichnungen über seine Gespräche mit dem polnischen Ex-Premier. Dieser habe den Schriftstellern aus Westeuropa vorgeworfen, die „Gefahr des Bolschewismus“ zu unterschätzen.
In seinen letzten Lebensjahren war Kozłowski nach Berichten von Bekannten schwer alkoholkrank. Im Mai 1944 wurde er während seiner Internierung in Berlin bei einem der alliierten Luftangriffe verwundet, er starb an den Folgen dieser Verletzungen.

## Schriften
- Die Lausitzer Kultur und das Problem der Herkunft der Slawen. Lemberg 1925 (Kultura łuzycka a Problem pochodzenia Słowian)